# Islandske navneord
Islandske navneord bøjes i fire kasus og to tal. Der forefindes tre køn. Der er en mængde bøjningsklasser, som man ser nedenfor, men et hovedskel er mellem stærk og svag bøjning. Skønt endelserne ikke er ligeligt fordelt mellem de grammatiske køn, er en endelse meget sjældent et sikkert kendetegn for et ords køn. Den almindeligste endelse i den islandske bøjning er -ur. Den forekommer i mange sammenhæng og de fleste navneord som ender på -ur i nominativ er faktisk hankøn, men der findes i det mindste 150-200 intetkønsord og også nogle få hunkønsord med den endelse. For en meget kort redegørelse for den næsten  altdominerende endelse -ur se den overfladisk behandling i de islandske adjektivers underartikel. Virkeligheden er noget mere kompliceret end dér beskrevet, men man får i al fald en vis ide.
Islandsk besidder mange former, men der trods alt er et vist system i sproget. Omlydene er f.eks. ret regulære, når man har fået en oversigt.
En bemærkning angående kønnene er på sin plads. Islandske ords køn er grammatiske, ikke „naturlige“. Dette er et velkendt fænomen blandt verdens sprog, og tysk opfører sig på samme måde, for at give en sammenligning, f.eks. Mädchen som betyder pige, men er et intetkønsord. Islandsk besidder et meget smukt ordpar, som ser ens ud og betyder nøjagtigt det samme, nemlig hrund og sprund. Begge to er poetiske ord som betyder kvinde, men hrund er hunkøn, sprund er intetkøn. Man må altså lære ordenes køn udenad. Et par holdepunkter har man dog i nominativendelserne, men ikke nogle helt almengyldige. Man kan heller ikke stole på at de danske køn svarer til de tilsvarende islandske. Eksempler er kaffi (kaffe) og vín (vin), intetkøn på islandsk, fælleskøn på dansk. Undtagelserne er færre hvad intetkønnet angår, et dansk intetkønsord vil oftest have en tilsvarende islandsk makker — hvis ordene i øvrigt etymologisk er de samme.
Indtil videre følges til dels Valtýr Guðmundssons, til dels Halldór Halldórssons inddeling af navneordene.

## Stærk bøjning

### Maskulina, 1. klasse
Klassisk bliver disse ord kaldt a-stammer. Denne betegnelse (samt de øvrige stammers) beror på ordets senere vokal i urnordisk tid. Hestur lød således engang *hestaʀ. Hestur er et eksempel på en ren a-stamme. Understammer er wa-stammer, ja-stammer og ia-stammer. Ia-stammerne er stadig store og stærke, meget få men vigtige ord tilhører wa-stammerne og ja-stammerne venter kun på nekrologen.
Hestur (hest) bliver ofte benyttet som et første eksempel.
| Navneord, maskulinum, 1. klasse | Navneord, maskulinum, 1. klasse | Navneord, maskulinum, 1. klasse |
|                                 | Singularis                      | Pluralis                        |
| ------------------------------- | ------------------------------- | ------------------------------- |
| nominativ                       | hestur                          | hestar                          |
| akkusativ                       | hest                            | hesta                           |
| dativ                           | hesti                           | hestum                          |
| genitiv                         | hests                           | hesta                           |

Et vigtigt uregelmæssigt ord er dagur (dag), som undergår i-omlyd i entallets dativ, men ikke ellers. Det kan også tjene som et eksempel på u-omlyden i flertallets dativ, når grundvokalen er a.
| Navneord, maskulinum, 1. klasse | Navneord, maskulinum, 1. klasse | Navneord, maskulinum, 1. klasse |
|                                 | Singularis                      | Pluralis                        |
| ------------------------------- | ------------------------------- | ------------------------------- |
| nominativ                       | dagur                           | dagar                           |
| akkusativ                       | dag                             | daga                            |
| dativ                           | degi                            | dögum                           |
| genitiv                         | dags                            | daga                            |

Egennavnet Dagur bøjes undertiden, om end sjældent, med dativen Dag. Det er forskelligt fra person til person, hvilken form de selv benytter, men dativen Dag er vel nok ældre når det drejer sig om navnet — det forekommer allerede i den Ældre Edda.
Maskulina, som ender på -ann, -inn, -unn, -all, -ill og -ull viser assimilation, dvs. nominativens r assimeleredes til den foranstående konsonant. Et eksempel er himinn (himmel).
| Navneord, maskulinum, 1. klasse | Navneord, maskulinum, 1. klasse | Navneord, maskulinum, 1. klasse |
|                                 | Singularis                      | Pluralis                        |
| ------------------------------- | ------------------------------- | ------------------------------- |
| nominativ                       | himinn                          | himnar                          |
| akkusativ                       | himin                           | himna                           |
| dativ                           | himni                           | himnum                          |
| genitiv                         | himins                          | himna                           |

Bemærk sammentrækningen i forskellige fald.
Ordet ketill (kedel) har hverken i-omlyd i entallets dativ eller i flertallet i det hele taget, mens den forventede u-omlyd optræder i flertallets dativ.
| Navneord, maskulinum, 1. klasse | Navneord, maskulinum, 1. klasse | Navneord, maskulinum, 1. klasse |
|                                 | Singularis                      | Pluralis                        |
| ------------------------------- | ------------------------------- | ------------------------------- |
| nominativ                       | ketill                          | katlar                          |
| akkusativ                       | ketil                           | katla                           |
| dativ                           | katli                           | kötlum                          |
| genitiv                         | ketils                          | katla                           |

På samme måde bøjes egennavnene Ketill og Egill. Ketill er et urgammelt latinsk låneord. Når det bruges som senere led i sammensatte mandsnavne er det som oftest i den sammentrukne form -kell, Hrafnkell, Þorkell o.m.fl. I de tilfælde har vi en dobbelt bøjning i dativen, idet dativerne Hrafnkeli og Hrafnkatli er ligeberettigede. Egill stammer nok fra det urnordiske *Agilaʀ og betyder vistnok en som der står skræk om.
R-et i endelsen hestur tilhører ikke ordets stamme. Som et eksempel på et ord, som har et r i stammen tager vi det hyppigt brugte akur (ager).
| Navneord, maskulinum, 1. klasse | Navneord, maskulinum, 1. klasse | Navneord, maskulinum, 1. klasse |
|                                 | Singularis                      | Pluralis                        |
| ------------------------------- | ------------------------------- | ------------------------------- |
| nominativ                       | akur                            | akrar                           |
| akkusativ                       | akur                            | akra                            |
| dativ                           | akri                            | ökrum                           |
| genitiv                         | akurs                           | akra                            |

Ordet blástur (blæsning) tilhørte tilforn u-stammerne og bøjes nu uregelmæssigt.
| Navneord, maskulinum, 1. klasse | Navneord, maskulinum, 1. klasse | Navneord, maskulinum, 1. klasse |
|                                 | Singularis                      | Pluralis                        |
| ------------------------------- | ------------------------------- | ------------------------------- |
| nominativ                       | blástur                         | blástrar                        |
| akkusativ                       | blástur                         | blástra                         |
| dativ                           | blæstri                         | blástrum                        |
| genitiv                         | blásturs, blástrar              | blástra                         |

Et eksempel for ia-stammerne er læknir (læge).
| Navneord, maskulinum, 1. klasse | Navneord, maskulinum, 1. klasse | Navneord, maskulinum, 1. klasse |
|                                 | Singularis                      | Pluralis                        |
| ------------------------------- | ------------------------------- | ------------------------------- |
| nominativ                       | læknir                          | læknar                          |
| akkusativ                       | lækni                           | lækna                           |
| dativ                           | lækni                           | læknum                          |
| genitiv                         | læknis                          | lækna                           |

Samtlige islandske maskulina, som ender på -ir i entallets nominativ bøjes som læknir med undtagelse af ordene bróðir (broder) og faðir (fader). Ordet eyrir (den monetære enhed øre) har en særpræget bøjning, idet man har i-omlyd i entallet, men ikke flertallet. Ásgeir Blöndal rekonstruerer det urnordiske ental som *auriaʀ, flertallet som *aurōʀ, som forklarer omlyden i ental og dens manglende optræden i flertal, mens selve ordet er et meget gammelt låneord fra latin, aureus (guldmønt).
| Navneord, maskulinum, 1. klasse | Navneord, maskulinum, 1. klasse | Navneord, maskulinum, 1. klasse |
|                                 | Singularis                      | Pluralis                        |
| ------------------------------- | ------------------------------- | ------------------------------- |
| nominativ                       | eyrir                           | aurar                           |
| akkusativ                       | eyri                            | aura                            |
| dativ                           | eyri                            | aurum                           |
| genitiv                         | eyris                           | aura                            |

Wa-stammerne er så godt som forsvundet, men vi angiver bøjningen for söngur (sang), som er et så hyppigt forekommende ord, at det næppe snart vil ændre sin bøjning. Ordet spör (spurv) tilhører også denne klasse, om end nu oftest i formen spörfugl. De oldnordiske former var sǫngr og spǫrr og vi har her, som den opmærksomme læser måske har set, med w-omlyd at gøre. De urnordiske former har været noget i retning af *sangwaʀ og *sparwaʀ. For morskabens skyld tilføjer vi den oldislandske bøjning for sǫngr ifølge Halldór Halldórsson..
| Navneord, maskulinum, 1. klasse | Navneord, maskulinum, 1. klasse | Navneord, maskulinum, 1. klasse | Navneord, maskulinum, 1. klasse | Navneord, maskulinum, 1. klasse |
|                                 | Singularis                      | Pluralis                        | Singularis (oldislandsk)        | Pluralis (oldislandsk)          |
| ------------------------------- | ------------------------------- | ------------------------------- | ------------------------------- | ------------------------------- |
| nominativ                       | söngur                          | söngvar                         | sǫngr                           | sǫngvar                         |
| akkusativ                       | söng                            | söngva                          | sǫng                            | sǫngva                          |
| dativ                           | söng(vi)                        | söngvum                         | sǫngvi                          | sǫngum                          |
| genitiv                         | söngs                           | söngva                          | sǫngs                           | sǫngva                          |

Dativen söngvi kan kun bruges for poetiske formål. Hvad den oldislandske bøjning angår, så er entallets dativ altid sǫngvi, mens vi i flertallets dativ ser det fænomen, at v forsvandt foran vokalerne o, ó og u, og desuden de vokaler som opstod som omlyd af disse oprindelige vokaler (dvs. ø, ɶ og y). Dette v er dog genoptaget senere.

### Maskulina, 2. klasse
Dette er i-stammerne uden videre opsplitning. Den urnordiske form for gestur var gastiʀ.
Gestur (gæst) bruges ofte som et første eksempel.
| Navneord, maskulinum, 2. klasse, stærk bøjning | Navneord, maskulinum, 2. klasse, stærk bøjning | Navneord, maskulinum, 2. klasse, stærk bøjning |
|                                                | Singularis                                     | Pluralis                                       |
| ---------------------------------------------- | ---------------------------------------------- | ---------------------------------------------- |
| nominativ                                      | gestur                                         | gestir                                         |
| akkusativ                                      | gest                                           | gesti                                          |
| dativ                                          | gesti                                          | gestum                                         |
| genitiv                                        | gests                                          | gesta                                          |

Dette er dog ikke den eneste mulige bøjning. Vi tager ordene staður (sted) og drykkur (drik) som paradigmata.
| Navneord, maskulinum, 2. klasse, stærk bøjning | Navneord, maskulinum, 2. klasse, stærk bøjning | Navneord, maskulinum, 2. klasse, stærk bøjning |
|                                                | Singularis                                     | Pluralis                                       |
| ---------------------------------------------- | ---------------------------------------------- | ---------------------------------------------- |
| nominativ                                      | staður                                         | staðir                                         |
| akkusativ                                      | stað                                           | staði                                          |
| dativ                                          | stað                                           | stöðum                                         |
| genitiv                                        | staðar                                         | staða                                          |

| Navneord, maskulinum, 2. klasse, stærk bøjning | Navneord, maskulinum, 2. klasse, stærk bøjning | Navneord, maskulinum, 2. klasse, stærk bøjning |
|                                                | Singularis                                     | Pluralis                                       |
| ---------------------------------------------- | ---------------------------------------------- | ---------------------------------------------- |
| nominativ                                      | drykkur                                        | drykkir                                        |
| akkusativ                                      | drykk                                          | drykki                                         |
| dativ                                          | drykk                                          | drykkjum                                       |
| genitiv                                        | drykkjar (drykks)                              | drykkja                                        |

Alt efter omstændighederne kan den 2. klasse besidde -i som bøjningsendelse i entallets dativ, undertiden altid, undertiden aldrig og så har vi ret mange ord, som have den eller ikke. Entallets genitiv kan være -jar, -ar eller -s. Ligesom entallets dativ kan vi her skelne mellem altid, aldrig og undertiden. Man skulle tage notits af j-et som forvolder omlyden u > y. Denne gruppe er ikke ret talstærk, men som så ofte, er de tilhørende ord ofte i brug.

### Maskulina, 3. klasse
Disse er de klassisk betegnede u-stammer, da den sidste vokal var u. Ordet björn (bjørn) udviklede sig f.eks. *bernuʀ>bjǫrn>björn. (Den nyere skik er at betegne den ikke helt bestemmelige, men sikkert r-agtige endelse med -z. Men det ville noget af en helligbrøde at ændre den alle danskere bekendte gengivelse, ek hlewagastiʀ holtijaʀ horna tawidō.) Først vises bøjningen for köttur (kat).
| Navneord, maskulinum, 3. klasse, stærk bøjning | Navneord, maskulinum, 3. klasse, stærk bøjning | Navneord, maskulinum, 3. klasse, stærk bøjning |
|                                                | Singularis                                     | Pluralis                                       |
| ---------------------------------------------- | ---------------------------------------------- | ---------------------------------------------- |
| nominativ                                      | köttur                                         | kettir                                         |
| akkusativ                                      | kött                                           | ketti (köttu)                                  |
| dativ                                          | ketti                                          | köttum                                         |
| genitiv                                        | kattar                                         | katta                                          |

Formen i parenteser er forældet, men stadig brugbar til poesi og bevidste arkaismer. Ordet köttur har en vis interesse, da man oftest regner med at det er et låneord fra middelalderlatin, cattus. Den germanske lydforskydning, som bl.a. bestod i ændringen k>h var da allerede for længst overstået, men omlyd og brækning var stadig (og er) levende, så köttur tilhører en ordklasse som ellers for det meste er meget arkaisk.
Foruden nogle eksempler fra denne klasse må man nok gengive bøjningen for det vigtige ord sonur (søn) før resten gennemgås mere systematisk.
| Navneord, maskulinum, 3. klasse, stærk bøjning | Navneord, maskulinum, 3. klasse, stærk bøjning | Navneord, maskulinum, 3. klasse, stærk bøjning |
|                                                | Singularis                                     | Pluralis                                       |
| ---------------------------------------------- | ---------------------------------------------- | ---------------------------------------------- |
| nominativ                                      | sonur                                          | synir                                          |
| akkusativ                                      | son                                            | syni (sonu)                                    |
| dativ                                          | syni                                           | sonum                                          |
| genitiv                                        | sonar                                          | sona                                           |

For flertallets akkusativ gælder det samme som for köttur med den forskel, at ordet sonur forefindes meget oftere i litteraturen og formen sonu derfor også. O-et er et resultat af a-omlyden og y-et af u-omlyden. Det oprindelige u er altså helt forsvundet fra bøjningen.
Sonur er desuden et af kun to islandske ord, som undertiden har, eller rettere sagt havde en vokativ, idet det før i tiden var skik og brug at begynde breve til sine sønner med ordene "Son sæll!" eller lignende. Det andet ord er vinur (ven), men til forskel fra sonur kan det faktisk endnu ske, at man tiltaler en ven som kæri vin. Ellers begrænses vokativen til Bibelnavnene Jesús (sjældent) og før i tiden Móses.
Hvis stammevokalen var e bøjes ordet som fjörður (fjord).
| Navneord, maskulinum, 3. klasse, stærk bøjning | Navneord, maskulinum, 3. klasse, stærk bøjning | Navneord, maskulinum, 3. klasse, stærk bøjning |
|                                                | Singularis                                     | Pluralis                                       |
| ---------------------------------------------- | ---------------------------------------------- | ---------------------------------------------- |
| nominativ                                      | fjörður                                        | firðir                                         |
| akkusativ                                      | fjörð                                          | firði (fjörðu)                                 |
| dativ                                          | firði                                          | fjörðum                                        |
| genitiv                                        | fjarðar                                        | fjarða                                         |

Egennavnet Björn er oftest Björns i entallets genitiv, men hvis et egennavn er sammensat med -björn som sidste led (Sveinbjörn, Þorbjörn osv.) ender den oftest på -ar, (Sveinbjarnar osv.).
Hvis stamvokalen var á bøjes ordet som háttur (måde).
| Navneord, maskulinum, 3. klasse, stærk bøjning | Navneord, maskulinum, 3. klasse, stærk bøjning | Navneord, maskulinum, 3. klasse, stærk bøjning |
|                                                | Singularis                                     | Pluralis                                       |
| ---------------------------------------------- | ---------------------------------------------- | ---------------------------------------------- |
| nominativ                                      | háttur                                         | hættir                                         |
| akkusativ                                      | hátt                                           | hætti (háttu)                                  |
| dativ                                          | hætti                                          | háttum                                         |
| genitiv                                        | háttar                                         | hátta                                          |

Ordene spónn (hornske) og Ás (guden as) er lidt uregelmæssige.
| Navneord, maskulinum, 3. klasse, stærk bøjning | Navneord, maskulinum, 3. klasse, stærk bøjning | Navneord, maskulinum, 3. klasse, stærk bøjning |
|                                                | Singularis                                     | Pluralis                                       |
| ---------------------------------------------- | ---------------------------------------------- | ---------------------------------------------- |
| nominativ                                      | spónn                                          | spænir                                         |
| akkusativ                                      | spón                                           | spæni                                          |
| dativ                                          | spæni                                          | spónum                                         |
| genitiv                                        | spóns (spónar)                                 | spóna                                          |

| Navneord, maskulinum, 3. klasse, stærk bøjning | Navneord, maskulinum, 3. klasse, stærk bøjning | Navneord, maskulinum, 3. klasse, stærk bøjning |
|                                                | Singularis                                     | Pluralis                                       |
| ---------------------------------------------- | ---------------------------------------------- | ---------------------------------------------- |
| nominativ                                      | Ás                                             | Æsir                                           |
| akkusativ                                      | Ás                                             | Æsi (Ásu)                                      |
| dativ                                          | Ás                                             | Ásum                                           |
| genitiv                                        | Áss                                            | Ása                                            |

Dannes ordet med suffikserne -að- eller -uð- har man et par afvigelser, som fatnaður (tøj) og söfnuður (forsamling, menighed) viser.
| Navneord, maskulinum, 3. klasse, stærk bøjning | Navneord, maskulinum, 3. klasse, stærk bøjning | Navneord, maskulinum, 3. klasse, stærk bøjning |
|                                                | Singularis                                     | Pluralis                                       |
| ---------------------------------------------- | ---------------------------------------------- | ---------------------------------------------- |
| nominativ                                      | fatnaður                                       | fatnaðir                                       |
| akkusativ                                      | fatnað                                         | fatnaði                                        |
| dativ                                          | fatnaði                                        | fötnuðum                                       |
| genitiv                                        | fatnaðar                                       | fatnaða                                        |

| Navneord, maskulinum, 3. klasse, stærk bøjning | Navneord, maskulinum, 3. klasse, stærk bøjning | Navneord, maskulinum, 3. klasse, stærk bøjning |
|                                                | Singularis                                     | Pluralis                                       |
| ---------------------------------------------- | ---------------------------------------------- | ---------------------------------------------- |
| nominativ                                      | söfnuður                                       | söfnuðir                                       |
| akkusativ                                      | söfnuð                                         | söfnuði                                        |
| dativ                                          | söfnuði                                        | söfnuðum                                       |
| genitiv                                        | safnaðar                                       | safnaða                                        |

### Maskulina, 4. klasse
Nogle uregelmæssige ord, som er: faðir (fader), vetur (vinter), fingur (finger), fótur (fod), maður (mand), bróðir (broder). Disse er for hankønnets vedkommende, resterne af de oprindelige indo-europæiske konsonantstammer.
| Navneord, maskulinum, 4. klasse, stærk bøjning | Navneord, maskulinum, 4. klasse, stærk bøjning | Navneord, maskulinum, 4. klasse, stærk bøjning | Navneord, maskulinum, 4. klasse, stærk bøjning | Navneord, maskulinum, 4. klasse, stærk bøjning | Navneord, maskulinum, 4. klasse, stærk bøjning | Navneord, maskulinum, 4. klasse, stærk bøjning |
|                                                | Singularis                                     | Pluralis                                       | Singularis                                     | Pluralis                                       | Singularis                                     | Pluralis                                       |
| ---------------------------------------------- | ---------------------------------------------- | ---------------------------------------------- | ---------------------------------------------- | ---------------------------------------------- | ---------------------------------------------- | ---------------------------------------------- |
| nominativ                                      | faðir                                          | feður                                          | vetur                                          | vetur                                          | fingur                                         | fingur                                         |
| akkusativ                                      | föður                                          | feður                                          | vetur                                          | vetur                                          | fingur                                         | fingur                                         |
| dativ                                          | föður                                          | feðrum                                         | vetri                                          | vetrum                                         | fingri                                         | fingrum                                        |
| genitiv                                        | föður                                          | feðra                                          | vetrar                                         | vetra                                          | fingurs                                        | fingra                                         |

| Navneord, maskulinum, 4. klasse, stærk bøjning | Navneord, maskulinum, 4. klasse, stærk bøjning | Navneord, maskulinum, 4. klasse, stærk bøjning | Navneord, maskulinum, 4. klasse, stærk bøjning | Navneord, maskulinum, 4. klasse, stærk bøjning | Navneord, maskulinum, 4. klasse, stærk bøjning | Navneord, maskulinum, 4. klasse, stærk bøjning |
|                                                | Singularis                                     | Pluralis                                       | Singularis                                     | Pluralis                                       | Singularis                                     | Pluralis                                       |
| ---------------------------------------------- | ---------------------------------------------- | ---------------------------------------------- | ---------------------------------------------- | ---------------------------------------------- | ---------------------------------------------- | ---------------------------------------------- |
| nominativ                                      | bróðir                                         | bræður                                         | fótur                                          | fætur                                          | maður                                          | menn                                           |
| akkusativ                                      | bróður                                         | bræður                                         | fót                                            | fætur                                          | mann                                           | menn                                           |
| dativ                                          | bróður                                         | bræðrum                                        | fæti                                           | fótum                                          | manni                                          | mönnum                                         |
| genitiv                                        | bróður                                         | bræðra                                         | fótar                                          | fóta                                           | manns                                          | manna                                          |

Den måske overraskende bøjning for maður med ð i nominativen men n overalt ellers forklares af det oldislandske lydfænomen, at kombinationen -(n)nr- tenderede til at forvandles til -ðr-. Der er tale om en delvis assimilation af n-et. Et andet eksempel er annar. Denne delvise assimilation (-nr->-ðr-) er ikke længere produktiv og er i flere tilfælde blevet reverteret, som f.eks. kvindenavnet Uðr, som nu udelukkende er Unnur eller teðr (tænder), nu udelukkende tennur. Det samme fænomen observeres på dansk, jf. syd og sønden (islandsk suður og sunnan).

### Feminina, 1. klasse
Klassisk bliver denne bøjning kaldt ō-stammer med understammerne wō-stammer, jō-stammer og iō-stammer. De er alle sprællevende.
Et første eksempel er taug (nerve, reb).
| Navneord, hunkøn, 1. klasse stærk bøjning | Navneord, hunkøn, 1. klasse stærk bøjning | Navneord, hunkøn, 1. klasse stærk bøjning |
|                                           | Singularis                                | Pluralis                                  |
| ----------------------------------------- | ----------------------------------------- | ----------------------------------------- |
| nominativ                                 | taug                                      | taugar                                    |
| akkusativ                                 | taug                                      | taugar                                    |
| dativ                                     | taug                                      | taugum                                    |
| genitiv                                   | taugar                                    | tauga                                     |

Ō-stammer, som ender på -ing og -ung bøjes som tilfinning (følelse).
| Navneord, femininum, 1. klasse, stærk bøjning | Navneord, femininum, 1. klasse, stærk bøjning | Navneord, femininum, 1. klasse, stærk bøjning |
|                                               | Singularis                                    | Pluralis                                      |
| --------------------------------------------- | --------------------------------------------- | --------------------------------------------- |
| nominativ                                     | tilfinning                                    | tilfinningar                                  |
| akkusativ                                     | tilfinningu                                   | tilfinningar                                  |
| dativ                                         | tilfinningu                                   | tilfinningum                                  |
| genitiv                                       | tilfinningar                                  | tilfinninga                                   |

I arkaisk brug kan det forekomme, at man bøjer disse ord uden -u i entallets akkusativ, som er den oprindelige bøjning.
Feminina, som ender på -á bøjes således, og da mønstret er á (flod) kan gengivelsen næppe være simplere.
| Navneord, femininum, 1. klasse, stærk bøjning | Navneord, femininum, 1. klasse, stærk bøjning | Navneord, femininum, 1. klasse, stærk bøjning |
|                                               | Singularis                                    | Pluralis                                      |
| --------------------------------------------- | --------------------------------------------- | --------------------------------------------- |
| nominativ                                     | á                                             | ár                                            |
| akkusativ                                     | á                                             | ár                                            |
| dativ                                         | á                                             | ám                                            |
| genitiv                                       | ár                                            | áa                                            |

Pladsen er jo nærmest ubegrænset, så vi føjer et længere eksempel til, smásjá (mikroskop).
| Navneord, femininum, 1. klasse, stærk bøjning | Navneord, femininum, 1. klasse, stærk bøjning | Navneord, femininum, 1. klasse, stærk bøjning |
|                                               | Singularis                                    | Pluralis                                      |
| --------------------------------------------- | --------------------------------------------- | --------------------------------------------- |
| nominativ                                     | smásjá                                        | smásjár                                       |
| akkusativ                                     | smásjá                                        | smásjár                                       |
| dativ                                         | smásjá                                        | smásjám                                       |
| genitiv                                       | smásjár                                       | smásjáa                                       |

Et par ord, som ender på -ur bøjes ligeså. Her er -r-et en del af stammen, så vi har kontraktion i visse fald. De hyppigste er lifur (lever), gimbur (gimmerlam) og vinstur (den fjerde del af drøvtyggeres firdelte mave). Vi gengiver bøjningen for lifur.
| Navneord, hunkøn, 1. klasse stærk bøjning | Navneord, hunkøn, 1. klasse stærk bøjning | Navneord, hunkøn, 1. klasse stærk bøjning |
|                                           | Singularis                                | Pluralis                                  |
| ----------------------------------------- | ----------------------------------------- | ----------------------------------------- |
| nominativ                                 | lifur                                     | lifrar                                    |
| akkusativ                                 | lifur                                     | lifrar                                    |
| dativ                                     | lifur                                     | lifrum                                    |
| genitiv                                   | lifrar                                    | lifra                                     |

Af wō-stammerne er der nok kun to overleveret i almindelig brug, stöð (station) og ör (pil) men da begge er ret almindeligt forekommende vises her bøjningen for ör (stöð bøjes nøjagtig på samme måde).
| Navneord, femininum, 1. klasse, stærk bøjning | Navneord, femininum, 1. klasse, stærk bøjning | Navneord, femininum, 1. klasse, stærk bøjning |
|                                               | Singularis                                    | Pluralis                                      |
| --------------------------------------------- | --------------------------------------------- | --------------------------------------------- |
| nominativ                                     | ör                                            | örvar                                         |
| akkusativ                                     | ör                                            | örvar                                         |
| dativ                                         | ör                                            | örvum                                         |
| genitiv                                       | örvar                                         | örva                                          |

Så behandles jō-stammerne. En mængde kvindelige egennavne bøjes derefter, samt nogle få, men ofte brugte ord. Vi tage eksemplerne fra Halldór Halldórsson. Først kvindenavnet Signý.
| Navneord, femininum, 1. klasse, stærk bøjning | Navneord, femininum, 1. klasse, stærk bøjning |
|                                               | Singularis                                    |
| --------------------------------------------- | --------------------------------------------- |
| nominativ                                     | Signý                                         |
| akkusativ                                     | Signýju                                       |
| dativ                                         | Signýju                                       |
| genitiv                                       | Signýjar                                      |

Så kommer ey (ø) og il (fodsåle).
| Navneord, femininum, 1. klasse, stærk bøjning | Navneord, femininum, 1. klasse, stærk bøjning | Navneord, femininum, 1. klasse, stærk bøjning |
|                                               | Singularis                                    | Pluralis                                      |
| --------------------------------------------- | --------------------------------------------- | --------------------------------------------- |
| nominativ                                     | ey                                            | eyjar                                         |
| akkusativ                                     | ey                                            | eyjar                                         |
| dativ                                         | ey(ju)                                        | eyjum                                         |
| genitiv                                       | eyjar                                         | eyja                                          |

Den svage form eyja eksisterer også. Den forovengivne bøjning er den klassiske, men ellers hersker der en del forvirring i ordets daglige brug.
| Navneord, femininum, 1. klasse, stærk bøjning | Navneord, femininum, 1. klasse, stærk bøjning | Navneord, femininum, 1. klasse, stærk bøjning |
|                                               | Singularis                                    | Pluralis                                      |
| --------------------------------------------- | --------------------------------------------- | --------------------------------------------- |
| nominativ                                     | il                                            | iljar                                         |
| akkusativ                                     | il                                            | iljar                                         |
| dativ                                         | il                                            | iljum                                         |
| genitiv                                       | iljar                                         | ilja                                          |

Et uregelmæssigt ord tilhørende klassen er mær (mø). Det findes også i en svag udgave (meyja) men ellers må man desværre sige, at det næsten hører til undtagelserne, hvis man hører ordet korrekt bøjet. Forvirringen er for stor til at gå ind på alle varianterne, men den klassiske bøjning følger.
| Navneord, femininum, 1. klasse, stærk bøjning | Navneord, femininum, 1. klasse, stærk bøjning | Navneord, femininum, 1. klasse, stærk bøjning |
|                                               | Singularis                                    | Pluralis                                      |
| --------------------------------------------- | --------------------------------------------- | --------------------------------------------- |
| nominativ                                     | mær                                           | meyjar                                        |
| akkusativ                                     | mey                                           | meyjar                                        |
| dativ                                         | mey(ju)                                       | meyjum                                        |
| genitiv                                       | meyjar                                        | meyja                                         |

Iō-stammerne er de sidste som tilhører hunkønnets 1. klasse. På oldislandsk endte de på -r, men nu i de allerfleste tilfælde på -i. Et første eksempel er heiði (hede).
| Navneord, hunkøn, 1. klasse stærk bøjning | Navneord, hunkøn, 1. klasse stærk bøjning | Navneord, hunkøn, 1. klasse stærk bøjning |
|                                           | Singularis                                | Pluralis                                  |
| ----------------------------------------- | ----------------------------------------- | ----------------------------------------- |
| nominativ                                 | heiði                                     | heiðar                                    |
| akkusativ                                 | heiði                                     | heiðar                                    |
| dativ                                     | heiði                                     | heiðum                                    |
| genitiv                                   | heiðar                                    | heiða                                     |

For fornøjelsens skyld følger her måske det eneste ord af sin art, ylgur (ulvinde).
| Navneord, hunkøn, 1. klasse stærk bøjning | Navneord, hunkøn, 1. klasse stærk bøjning | Navneord, hunkøn, 1. klasse stærk bøjning |
|                                           | Singularis                                | Pluralis                                  |
| ----------------------------------------- | ----------------------------------------- | ----------------------------------------- |
| nominativ                                 | ylgur                                     | ylgjar                                    |
| akkusativ                                 | ylgi                                      | ylgjar                                    |
| dativ                                     | ylgi                                      | ylgjum                                    |
| genitiv                                   | ylgjar                                    | ylgja                                     |

En lang række egennavne tilhører denne klasse. Vi gengiver Hildur og Ýr.
| Navneord, hunkøn, 1. klasse stærk bøjning | Navneord, hunkøn, 1. klasse stærk bøjning | Navneord, hunkøn, 1. klasse stærk bøjning |
|                                           | Singularis                                | Singularis                                |
| ----------------------------------------- | ----------------------------------------- | ----------------------------------------- |
| nominativ                                 | Hildur                                    | Ýr                                        |
| akkusativ                                 | Hildi                                     | Ýri                                       |
| dativ                                     | Hildi                                     | Ýri                                       |
| genitiv                                   | Hildar                                    | Ýrar                                      |

Nogle af de meget få andre feminina, som stadig ender på -ur tilhører også denne klasse. Der anføres æður (ejderfugl) og et sammensat ord med -reyður, da mange hvalarter ender derpå. Vi vælger naturligvis steypireyður (blåhval).
| Navneord, hunkøn, 1. klasse stærk bøjning | Navneord, hunkøn, 1. klasse stærk bøjning | Navneord, hunkøn, 1. klasse stærk bøjning |
|                                           | Singularis                                | Pluralis                                  |
| ----------------------------------------- | ----------------------------------------- | ----------------------------------------- |
| nominativ                                 | æður                                      | æðar                                      |
| akkusativ                                 | æði                                       | æðar                                      |
| dativ                                     | æði                                       | æðum                                      |
| genitiv                                   | æðar                                      | æða                                       |

| Navneord, hunkøn, 1. klasse stærk bøjning | Navneord, hunkøn, 1. klasse stærk bøjning | Navneord, hunkøn, 1. klasse stærk bøjning |
|                                           | Singularis                                | Pluralis                                  |
| ----------------------------------------- | ----------------------------------------- | ----------------------------------------- |
| nominativ                                 | steypireyður                              | steypireyðar                              |
| akkusativ                                 | steypireyði                               | steypireyðar                              |
| dativ                                     | steypireyði                               | steypireyðum                              |
| genitiv                                   | steypireyðar                              | steypireyða                               |

Til sidst giver vi bøjningerne for öxi (økse) som nu engang var de gamle nordboers kæreste værktøj, det være sig i krig eller fred.
| Navneord, hunkøn, 1. klasse stærk bøjning | Navneord, hunkøn, 1. klasse stærk bøjning | Navneord, hunkøn, 1. klasse stærk bøjning |
|                                           | Singularis                                | Pluralis                                  |
| ----------------------------------------- | ----------------------------------------- | ----------------------------------------- |
| nominativ                                 | öxi, öx, exi                              | axir                                      |
| akkusativ                                 | öxi, öx, exi                              | axir                                      |
| dativ                                     | öxi, öx, exi                              | öxum                                      |
| genitiv                                   | öxar, axar                                | axa                                       |

Disse former bruges mere eller mindre i flæng.

### Feminina, 2. klasse
Denne klasse består af er hunkønnets i-stammer.
Som eksempler anføres þökk (tak) og jörð (jord).
| Navneord, hunkøn, 2. klasse, stærk bøjning | Navneord, hunkøn, 2. klasse, stærk bøjning | Navneord, hunkøn, 2. klasse, stærk bøjning | Navneord, hunkøn, 2. klasse, stærk bøjning | Navneord, hunkøn, 2. klasse, stærk bøjning |
|                                            | Singularis                                 | Pluralis                                   | Singularis                                 | Pluralis                                   |
| ------------------------------------------ | ------------------------------------------ | ------------------------------------------ | ------------------------------------------ | ------------------------------------------ |
| nominativ                                  | þökk                                       | þakkir                                     | jörð                                       | jarðir                                     |
| akkusativ                                  | þökk                                       | þakkir                                     | jörð                                       | jarðir                                     |
| dativ                                      | þökk                                       | þökkum                                     | jörð(u)                                    | jörðum                                     |
| genitiv                                    | þakkar                                     | þakka                                      | jarðar                                     | jarða                                      |

Som þökk bøjes de fleste islandske i-stammer i hunkøn. Som jörð bøjes et antal ord som kan ende på -u i entallets dativ. Til disse hører ordene sál (sjæl) og sól (sol), som desuden (og kun disse to) altid har et indskudt -n- i flertallets genitiv.
| Navneord, hunkøn, 2. klasse stærk bøjning | Navneord, hunkøn, 2. klasse stærk bøjning | Navneord, hunkøn, 2. klasse stærk bøjning | Navneord, hunkøn, 2. klasse stærk bøjning | Navneord, hunkøn, 2. klasse stærk bøjning |
|                                           | Singularis                                | Pluralis                                  | Singularis                                | Pluralis                                  |
| ----------------------------------------- | ----------------------------------------- | ----------------------------------------- | ----------------------------------------- | ----------------------------------------- |
| nominativ                                 | sál                                       | sálir                                     | sól                                       | sólir                                     |
| akkusativ                                 | sál                                       | sálir                                     | sól                                       | sólir                                     |
| dativ                                     | sál(u)                                    | sálum                                     | sól(u)                                    | sólum                                     |
| genitiv                                   | sálar                                     | sálna                                     | sólar                                     | sólna                                     |

Når den oprindelige stammevokal var a har vi den sædvanlige veksel mellem a og ö (som þökk) og når stammevokalen var e har vi brydning (som jörð)..
For at gengive et ord, som hverken undergår omlyd eller brydning, følger her eksemplet húð (hud).
| Navneord, hunkøn, 2. klasse stærk bøjning | Navneord, hunkøn, 2. klasse stærk bøjning | Navneord, hunkøn, 2. klasse stærk bøjning |
|                                           | Singularis                                | Pluralis                                  |
| ----------------------------------------- | ----------------------------------------- | ----------------------------------------- |
| nominativ                                 | húð                                       | húðir                                     |
| akkusativ                                 | húð                                       | húðir                                     |
| dativ                                     | húð                                       | húðum                                     |
| genitiv                                   | húðar                                     | húða                                      |

Alin (alen) bøjes uregelmæssigt.
| Navneord, hunkøn, 2. klasse stærk bøjning | Navneord, hunkøn, 2. klasse stærk bøjning | Navneord, hunkøn, 2. klasse stærk bøjning |
|                                           | Singularis                                | Pluralis                                  |
| ----------------------------------------- | ----------------------------------------- | ----------------------------------------- |
| nominativ                                 | alin                                      | álnir                                     |
| akkusativ                                 | alin                                      | álnir                                     |
| dativ                                     | alin                                      | álnum                                     |
| genitiv                                   | álnar                                     | álna                                      |

Ord som ender på -un har deres egen lidt forskellige bøjning, også her i to udgaver, alt efter om man havde et a i stammen. Der anføres mønstre for verslun (handel) og fölsun (forfalskning).
| Navneord, hunkøn, 2. klasse stærk bøjning | Navneord, hunkøn, 2. klasse stærk bøjning | Navneord, hunkøn, 2. klasse stærk bøjning |
|                                           | Singularis                                | Pluralis                                  |
| ----------------------------------------- | ----------------------------------------- | ----------------------------------------- |
| nominativ                                 | verslun                                   | verslanir                                 |
| akkusativ                                 | verslun                                   | verslanir                                 |
| dativ                                     | verslun                                   | verslunum                                 |
| genitiv                                   | verslunar                                 | verslana                                  |

| Navneord, hunkøn, 2. klasse stærk bøjning | Navneord, hunkøn, 2. klasse stærk bøjning | Navneord, hunkøn, 2. klasse stærk bøjning |
|                                           | Singularis                                | Pluralis                                  |
| ----------------------------------------- | ----------------------------------------- | ----------------------------------------- |
| nominativ                                 | fölsun                                    | falsanir                                  |
| akkusativ                                 | fölsun                                    | falsanir                                  |
| dativ                                     | fölsun                                    | fölsunum                                  |
| genitiv                                   | fölsunar                                  | falsana                                   |

Undertiden kan de to beslægtede endelser, -un og -an begge optræde, måske med en lille betydningsforskel, som f.eks. skipun (ordre), skipan (anordning).

### Feminina, 3. klasse
Klassen indeholder forholdsvis få ord, men man kan med en lille overdrivelse sige, at hvert og ét er en klasse for sig så at der nok må angives bøjninger for dem alle. Her følges Valtýr Guðmundssons inddeling. Vi begynder med kýr (ko), önd (and), bók (bog), brú (bro), mörk (mark) og móðir (moder) samt undtagelser og tilføjelser som berettiget. Hele denne klasse har en ret heterogen oprindelse, idet de er hvad der blev øvrigt af konsonantstammer. Som en almindelig regel kan man sige, at entallets genitiv ender på -ar, -ur eller -r, mens flertallets nominativ oftest ender på -ur.
| Navneord, hunkøn, 3. klasse, stærk bøjning | Navneord, hunkøn, 3. klasse, stærk bøjning | Navneord, hunkøn, 3. klasse, stærk bøjning |
|                                            | Singularis                                 | Pluralis                                   |
| ------------------------------------------ | ------------------------------------------ | ------------------------------------------ |
| nominativ                                  | kýr                                        | kýr                                        |
| akkusativ                                  | kú                                         | kýr                                        |
| dativ                                      | kú                                         | kúm                                        |
| genitiv                                    | kýr                                        | kúa                                        |

Det nu uddøde sýr (so) bøjedes ganske som kýr.
Ær (hunfår) bøjes med de samme lydændringer men andet udseende.
| Navneord, hunkøn, 3. klasse, stærk bøjning | Navneord, hunkøn, 3. klasse, stærk bøjning | Navneord, hunkøn, 3. klasse, stærk bøjning |
|                                            | Singularis                                 | Pluralis                                   |
| ------------------------------------------ | ------------------------------------------ | ------------------------------------------ |
| nominativ                                  | ær                                         | ær                                         |
| akkusativ                                  | á                                          | ær                                         |
| dativ                                      | á                                          | ám                                         |
| genitiv                                    | ær                                         | áa                                         |

| Navneord, hunkøn, 3. klasse stærk bøjning | Navneord, hunkøn, 3. klasse stærk bøjning | Navneord, hunkøn, 3. klasse stærk bøjning |
|                                           | Singularis                                | Pluralis                                  |
| ----------------------------------------- | ----------------------------------------- | ----------------------------------------- |
| nominativ                                 | önd                                       | endur                                     |
| akkusativ                                 | önd                                       | endur                                     |
| dativ                                     | önd                                       | öndum                                     |
| genitiv                                   | andar                                     | anda                                      |

Ordet hönd er en undtagelse her som ellers, da det er den eneste levning af feminine u-stammer (se entallets dativ). Men det anføres her for mangel på bedre.
| Navneord, hunkøn, 3. klasse stærk bøjning | Navneord, hunkøn, 3. klasse stærk bøjning | Navneord, hunkøn, 3. klasse stærk bøjning |
|                                           | Singularis                                | Pluralis                                  |
| ----------------------------------------- | ----------------------------------------- | ----------------------------------------- |
| nominativ                                 | hönd                                      | hendur                                    |
| akkusativ                                 | hönd                                      | hendur                                    |
| dativ                                     | hendi                                     | höndum                                    |
| genitiv                                   | handar                                    | handa                                     |

| Navneord, hunkøn, 3. klasse stærk bøjning | Navneord, hunkøn, 3. klasse stærk bøjning | Navneord, hunkøn, 3. klasse stærk bøjning |
|                                           | Singularis                                | Pluralis                                  |
| ----------------------------------------- | ----------------------------------------- | ----------------------------------------- |
| nominativ                                 | bók                                       | bækur                                     |
| akkusativ                                 | bók                                       | bækur                                     |
| dativ                                     | bók                                       | bókum                                     |
| genitiv                                   | bókar                                     | bóka                                      |

| Navneord, hunkøn, 3. klasse stærk bøjning | Navneord, hunkøn, 3. klasse stærk bøjning | Navneord, hunkøn, 3. klasse stærk bøjning |
|                                           | Singularis                                | Pluralis                                  |
| ----------------------------------------- | ----------------------------------------- | ----------------------------------------- |
| nominativ                                 | brú                                       | brýr                                      |
| akkusativ                                 | brú                                       | brýr                                      |
| dativ                                     | brú                                       | brúm                                      |
| genitiv                                   | brúar                                     | brúa                                      |

| Navneord, hunkøn, 3. klasse stærk bøjning | Navneord, hunkøn, 3. klasse stærk bøjning | Navneord, hunkøn, 3. klasse stærk bøjning |
|                                           | Singularis                                | Pluralis                                  |
| ----------------------------------------- | ----------------------------------------- | ----------------------------------------- |
| nominativ                                 | mörk                                      | merkur                                    |
| akkusativ                                 | mörk                                      | merkur                                    |
| dativ                                     | mörk                                      | mörkum                                    |
| genitiv                                   | merkur                                    | marka                                     |

Som et dansk-specielt, sammensat ord kan man nævne Danmörk (Danmark), genitiv Danmerkur.
| Navneord, hunkøn, 3. klasse stærk bøjning | Navneord, hunkøn, 3. klasse stærk bøjning | Navneord, hunkøn, 3. klasse stærk bøjning |
|                                           | Singularis                                | Pluralis                                  |
| ----------------------------------------- | ----------------------------------------- | ----------------------------------------- |
| nominativ                                 | móðir                                     | mæður                                     |
| akkusativ                                 | móður                                     | mæður                                     |
| dativ                                     | móður                                     | mæðrum                                    |
| genitiv                                   | móður                                     | mæðra                                     |

Som móðir bøjes dóttir (datter), flertal nominativ dætur og systir (søster), flertal nominativ systur.

### Neutra
Intetkønnets ord deles klassisk i de samme a-, wa-, ia- og ja-stammer som hankønnets første klasse. Wa-stammerne må betragtes som næsten døde, de andre spiller en vigtig rolle. Borð og hreiður er begge rene a-stammer.
Vi begynder med et uskyldigt ord uden forviklinger, borð (bord).
| Navneord, intetkøn, stærk bøjning | Navneord, intetkøn, stærk bøjning | Navneord, intetkøn, stærk bøjning |
|                                   | Singularis                        | Pluralis                          |
| --------------------------------- | --------------------------------- | --------------------------------- |
| nominativ                         | borð                              | borð                              |
| akkusativ                         | borð                              | borð                              |
| dativ                             | borði                             | borðum                            |
| genitiv                           | borðs                             | borða                             |

Låneordet altari (alter) er en interessant variant. Dets bøjning følger.
| Navneord, intetkøn, stærk bøjning | Navneord, intetkøn, stærk bøjning | Navneord, intetkøn, stærk bøjning |
|                                   | Singularis                        | Pluralis                          |
| --------------------------------- | --------------------------------- | --------------------------------- |
| nominativ                         | altari                            | ölturu                            |
| akkusativ                         | altari                            | ölturu                            |
| dativ                             | altari                            | ölturum                           |
| genitiv                           | altaris                           | altara                            |

Hreiður (rede) er et eksempel for neutra, som ender på -ur. Bemærk at u-et í hreiður er en yngre indskydelse, så at man derfor har både former med -ur og -ðr-, hvor de til den tid gældende lydlove ikke tillod denne ændring.
| Navneord, intetkøn, stærk bøjning | Navneord, intetkøn, stærk bøjning | Navneord, intetkøn, stærk bøjning |
|                                   | Singularis                        | Pluralis                          |
| --------------------------------- | --------------------------------- | --------------------------------- |
| nominativ                         | hreiður                           | hreiður                           |
| akkusativ                         | hreiður                           | hreiður                           |
| dativ                             | hreiðri                           | hreiðrum                          |
| genitiv                           | hreiðurs                          | hreiðra                           |

Som for hunkønsordene har vi et enkelt eksempel for en levning af en intetkøns u-stamme. Det er fé (får, penge). Det bøjes sådan, men bemærk, at pluralis er meget sjælden. Bemærk dog også kontraktionen i pluralis dativ. Den er noget almindeligere, som det derpå følgende tré (træ) viser.
| Navneord, intetkøn, stærk bøjning | Navneord, intetkøn, stærk bøjning | Navneord, intetkøn, stærk bøjning |
|                                   | Singularis                        | Pluralis                          |
| --------------------------------- | --------------------------------- | --------------------------------- |
| nominativ                         | fé                                | fé                                |
| akkusativ                         | fé                                | fé                                |
| dativ                             | fé                                | fjám                              |
| genitiv                           | fjár                              | fjáa                              |

| Navneord, intetkøn, stærk bøjning | Navneord, intetkøn, stærk bøjning | Navneord, intetkøn, stærk bøjning |
|                                   | Singularis                        | Pluralis                          |
| --------------------------------- | --------------------------------- | --------------------------------- |
| nominativ                         | tré                               | tré                               |
| akkusativ                         | tré                               | tré                               |
| dativ                             | tré                               | trjám                             |
| genitiv                           | trés                              | trjáa                             |

Kontraktionen er dog noget uregelmæssig, jf. hlé (pause, ly).
| Navneord, intetkøn, stærk bøjning | Navneord, intetkøn, stærk bøjning | Navneord, intetkøn, stærk bøjning |
|                                   | Singularis                        | Pluralis                          |
| --------------------------------- | --------------------------------- | --------------------------------- |
| nominativ                         | hlé                               | hlé                               |
| akkusativ                         | hlé                               | hlé                               |
| dativ                             | hléi                              | hléum                             |
| genitiv                           | hlés                              | hléa                              |

Her drejer det sig i øvrigt om meget få ord, som må læres udenad.
Ia-stammerne er ret skikkelige, undtagen, når ordet ender på -gi eller -ki. Først et almindeligt ord, kvæði (digt) som opfører sig ganske som forventet og så ríki (rige) som et eksempel.
| Navneord, intetkøn, stærk bøjning | Navneord, intetkøn, stærk bøjning | Navneord, intetkøn, stærk bøjning |
|                                   | Singularis                        | Pluralis                          |
| --------------------------------- | --------------------------------- | --------------------------------- |
| nominativ                         | kvæði                             | kvæði                             |
| akkusativ                         | kvæði                             | kvæði                             |
| dativ                             | kvæði                             | kvæðum                            |
| genitiv                           | kvæðis                            | kvæða                             |

| Navneord, intetkøn, stærk bøjning | Navneord, intetkøn, stærk bøjning | Navneord, intetkøn, stærk bøjning |
|                                   | Singularis                        | Pluralis                          |
| --------------------------------- | --------------------------------- | --------------------------------- |
| nominativ                         | ríki                              | ríki                              |
| akkusativ                         | ríki                              | ríki                              |
| dativ                             | ríki                              | ríkjum                            |
| genitiv                           | ríkis                             | ríkja                             |

Neutrale ja-stammer overlever i en mængde ord. Et eksempel er ber (bær).
| Navneord, intetkøn, stærk bøjning | Navneord, intetkøn, stærk bøjning | Navneord, intetkøn, stærk bøjning |
|                                   | Singularis                        | Pluralis                          |
| --------------------------------- | --------------------------------- | --------------------------------- |
| nominativ                         | ber                               | ber                               |
| akkusativ                         | ber                               | ber                               |
| dativ                             | beri                              | berjum                            |
| genitiv                           | bers                              | berja                             |

## Svag bøjning

### Maskulina, 1. klasse
De klassiske betegnelser er an-stammer, wan-stammer, og jan-stammer.
Et eksempel er tími (tid).
| Navneord, hankøn, 1. klasse, svag bøjning | Navneord, hankøn, 1. klasse, svag bøjning | Navneord, hankøn, 1. klasse, svag bøjning |
|                                           | Singularis                                | Pluralis                                  |
| ----------------------------------------- | ----------------------------------------- | ----------------------------------------- |
| nominativ                                 | tími                                      | tímar                                     |
| akkusativ                                 | tíma                                      | tíma                                      |
| dativ                                     | tíma                                      | tímum                                     |
| genitiv                                   | tíma                                      | tíma                                      |

De fleste navne for folk går efter denne klasse, men netop denne gruppe ord, altså demonymer viser talrige undtagelser. En hyppig foreteelse er at entallet er svagt mens flertallet ender på -ir. Som eksempel har vi Dani (dansker).
| Navneord, hankøn, 1. klasse, svag bøjning | Navneord, hankøn, 1. klasse, svag bøjning | Navneord, hankøn, 1. klasse, svag bøjning |
|                                           | Singularis                                | Pluralis                                  |
| ----------------------------------------- | ----------------------------------------- | ----------------------------------------- |
| nominativ                                 | Dani                                      | Danir                                     |
| akkusativ                                 | Dana                                      | Dani                                      |
| dativ                                     | Dana                                      | Dönum                                     |
| genitiv                                   | Dana                                      | Dana                                      |

For de øvrige nordiske folk har vi Norðmaður – Norðmenn, Svíi – Svíar, Finni – Finnar, Færeyingur – Færeyingar og Grænlendingur – Grænlendingar, men disse sidste to bøjes som hestur og Norðmaður bøjes som maður.
De gamle venner, grækere og tyrker, bøjes på en anden måde, men i lys af historien er det lidt ironisk, at kun de bøjes på denne måde. Vi vælger Tyrki (tyrk) som eksempel.
| Navneord, hankøn, 1. klasse, svag bøjning | Navneord, hankøn, 1. klasse, svag bøjning | Navneord, hankøn, 1. klasse, svag bøjning |
|                                           | Singularis                                | Pluralis                                  |
| ----------------------------------------- | ----------------------------------------- | ----------------------------------------- |
| nominativ                                 | Tyrki                                     | Tyrkir                                    |
| akkusativ                                 | Tyrkja                                    | Tyrki                                     |
| dativ                                     | Tyrkja                                    | Tyrkjum                                   |
| genitiv                                   | Tyrkja                                    | Tyrkja                                    |

Mange nationaliteter har dobbelt bøjning i flertallet efter smag, f.eks. Japanir – Japanar, Búlgarir – Búlgarar osv.
Islandske demonymer viser ikke kønsforskel. Skønt Dani er et hankønsord, siger man hún er Dani (hun er dansker).

### Maskulina, 2. klasse
Disse er oprindelig nutidens participier og betegnes af den grund som nd-stammer, fordi particip præsens ender på -andi.
F.eks. nemandi (elev).
| Navneord, hankøn, 2. klasse, svag bøjning | Navneord, hankøn, 2. klasse, svag bøjning | Navneord, hankøn, 2. klasse, svag bøjning |
|                                           | Singularis                                | Pluralis                                  |
| ----------------------------------------- | ----------------------------------------- | ----------------------------------------- |
| nominativ                                 | nemandi                                   | nemendur                                  |
| akkusativ                                 | nemanda                                   | nemendur                                  |
| dativ                                     | nemanda                                   | nemendum                                  |
| genitiv                                   | nemanda                                   | nemenda                                   |

Ordene frændi (frænde), bóndi (bonde) og fjandi (fjende, djævel eller også Den Onde selv, men da naturligvis kun i ental) tilhører også denne klasse, men er undtagelser, hvert på sin vis. Bøjningerne følger for dem alle.
| Navneord, hankøn, 2. klasse, svag bøjning | Navneord, hankøn, 2. klasse, svag bøjning | Navneord, hankøn, 2. klasse, svag bøjning |
|                                           | Singularis                                | Pluralis                                  |
| ----------------------------------------- | ----------------------------------------- | ----------------------------------------- |
| nominativ                                 | frændi                                    | frændur                                   |
| akkusativ                                 | frænda                                    | frændur                                   |
| dativ                                     | frænda                                    | frændum                                   |
| genitiv                                   | frænda                                    | frænda                                    |

| Navneord, hankøn, 2. klasse, svag bøjning | Navneord, hankøn, 2. klasse, svag bøjning | Navneord, hankøn, 2. klasse, svag bøjning |
|                                           | Singularis                                | Pluralis                                  |
| ----------------------------------------- | ----------------------------------------- | ----------------------------------------- |
| nominativ                                 | bóndi                                     | bændur                                    |
| akkusativ                                 | bónda                                     | bændur                                    |
| dativ                                     | bónda                                     | bændum                                    |
| genitiv                                   | bónda                                     | bænda                                     |

| Navneord, hankøn, 2. klasse, svag bøjning | Navneord, hankøn, 2. klasse, svag bøjning | Navneord, hankøn, 2. klasse, svag bøjning |
|                                           | Singularis                                | Pluralis                                  |
| ----------------------------------------- | ----------------------------------------- | ----------------------------------------- |
| nominativ                                 | fjandi                                    | fjendur, fjandar                          |
| akkusativ                                 | fjanda                                    | fjendur, fjandar                          |
| dativ                                     | fjanda                                    | fjendum, fjöndum                          |
| genitiv                                   | fjanda                                    | fjenda, fjanda                            |

Flertallet fjendur betyder fjender, fjandar betyder djævle.

### Feminina, 1. klasse
Klassiske betegnelser er ōn-stammer, wōn-stammer og jōn-stammer.
Et eksempel er tunga (tunge).
| Navneord, hunkøn, 1. klasse, svag bøjning | Navneord, hunkøn, 1. klasse, svag bøjning | Navneord, hunkøn, 1. klasse, svag bøjning |
|                                           | Singularis                                | Pluralis                                  |
| ----------------------------------------- | ----------------------------------------- | ----------------------------------------- |
| nominativ                                 | tunga                                     | tungur                                    |
| akkusativ                                 | tungu                                     | tungur                                    |
| dativ                                     | tungu                                     | tungum                                    |
| genitiv                                   | tungu                                     | tungna                                    |

Man ser, at man har et indskudt n i genitivens flertal. Der findes få regler om man skal bruge det, ordene deles i klasserne altid, undertiden og aldrig. Tunga hører til klassen altid.

### Feminina, 2. klasse
Disse er de såkaldte īn-stammer.
Et eksempel er lygi (løgn).
| Navneord, hunkøn, 2. klasse, svag bøjning | Navneord, hunkøn, 2. klasse, svag bøjning | Navneord, hunkøn, 2. klasse, svag bøjning |
|                                           | Singularis                                | Pluralis                                  |
| ----------------------------------------- | ----------------------------------------- | ----------------------------------------- |
| nominativ                                 | lygi                                      | lygar                                     |
| akkusativ                                 | lygi                                      | lygar                                     |
| dativ                                     | lygi                                      | lygum                                     |
| genitiv                                   | lygi                                      | lyga                                      |

Denne klasses karakteristik er at entallet ender på -i og ikke bøjes. Klassen har få ord og endnu færre kan anvendes i flertal, men i så fald har man to muligheder for flertalsendelsen, -ar og -ir i nominativ og akkusativ. Dativ og genitiv flertal dannes på samme måde i begge tilfælde.

### Neutra
Disse er an-stammer.
Disse er meget få og betegner hovedsageligt organer, men eksempler er eista (testikel) og hjarta (hjerte).
| Navneord, intetkøn, svag bøjning | Navneord, intetkøn, svag bøjning | Navneord, intetkøn, svag bøjning | Navneord, intetkøn, svag bøjning | Navneord, intetkøn, svag bøjning |
|                                  | Singularis                       | Pluralis                         | Singularis                       | Pluralis                         |
| -------------------------------- | -------------------------------- | -------------------------------- | -------------------------------- | -------------------------------- |
| nominativ                        | eista                            | eistu                            | hjarta                           | hjörtu                           |
| akkusativ                        | eista                            | eistu                            | hjarta                           | hjörtu                           |
| dativ                            | eista                            | eistum                           | hjarta                           | hjörtum                          |
| genitiv                          | eista                            | eistna                           | hjarta                           | hjartna                          |

Hjarta er det eneste ord med den bøjning, ellers går de altid som eista. Ordene er som følger: Auga (øje), bjúga (en slags pølse),  eista, eyra (øre),  hjarta,  hnoða (garnnøgle – sjældent),  lunga (lunge),  milta (milt),  nýra (nyre) og vélinda (spiserør). Desuden findes der nogle låneord, som ikke behøver oversættelse som firma, þema, drama. Disse har ikke et indskudt n i flertallets genitiv, men bemærk, at hvis man (sjældent) finder på at bruge drama i flertal, så er det drömu (dramaer). U-omlyden er stadig aktiv, også når det gælder fremmedord.